# NGC 4526

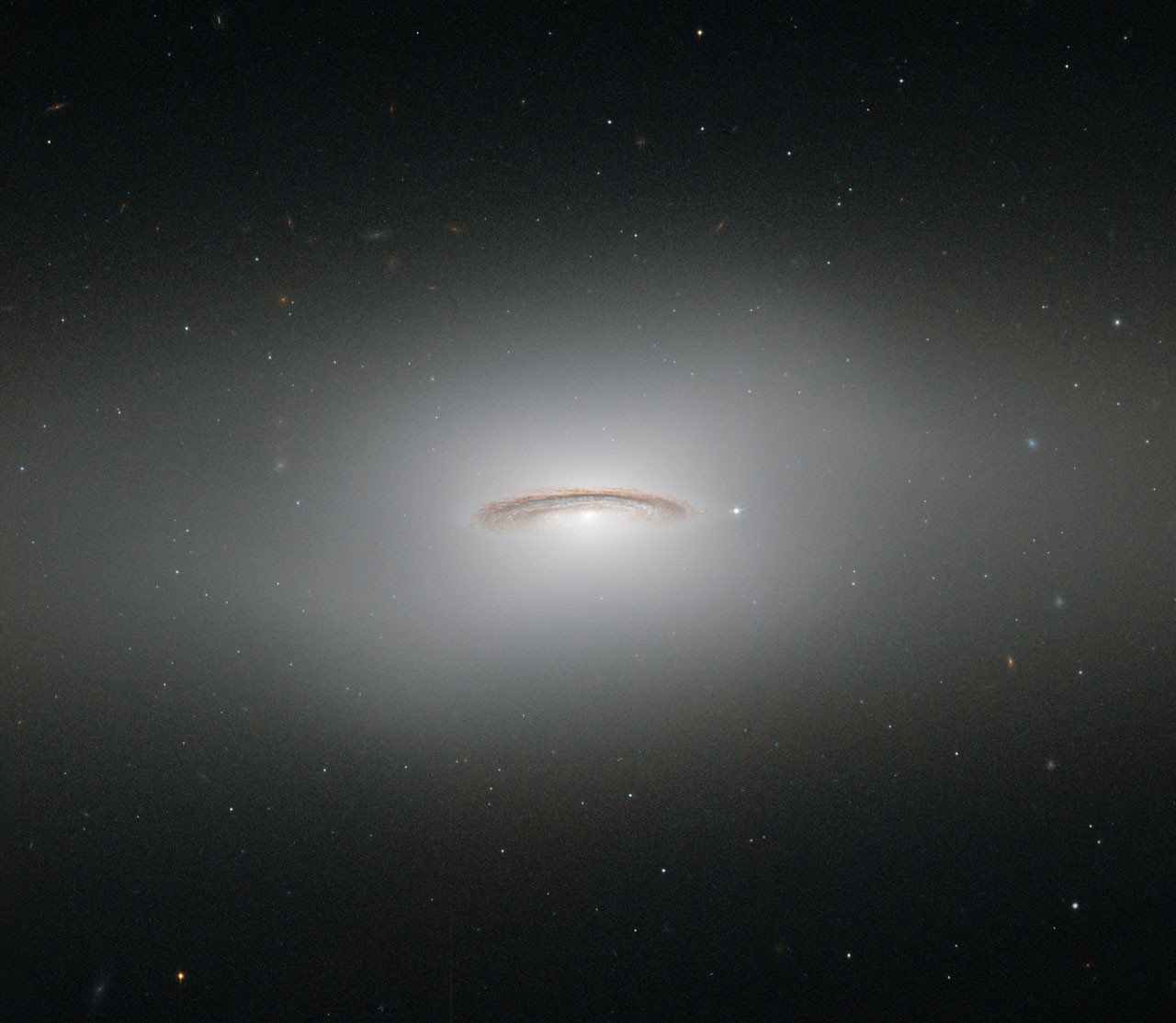
NGC 4526 par le télescope spatial Hubble.

NGC 4526 est une galaxie lenticulaire relativement rapprochée et située dans la constellation de la Vierge. NGC 4526 a été découverte par l'astronome germano-britannique William Herschel en 1784. Cette galaxie a aussi été observée par Herschel l'année suivante, le 28 décembre 1785, et il ne s'est pas rendu compte qu'il l'avait déjà observée. Cette observation a été inscrite au catalogue NGC sous la cote NGC 4560. Cette galaxie renferme peu de matière noire et un trou noir supermassif se trouve en son centre. Cette galaxie, émettrice de rayonnement infrarouge, fait partie, selon les auteurs, du groupe de M60 ou de NGC 4442, deux groupes qui se trouvent dans l'amas de la Vierge.

## Caractéristiques

### Distance
Sa vitesse par rapport au fond diffus cosmologique est de 953 ± 24 km/s, ce qui correspond à une distance de Hubble de 14,1 ± 1,1 Mpc (∼46 millions d'al).
À ce jour, 37 mesures non basées sur le décalage vers le rouge (redshift) donnent une distance de 14,560 ± 3,332 Mpc (∼47,5 millions d'al), ce qui est à l'intérieur des valeurs de la distance de Hubble. Cependant, cette galaxie, comme plusieurs de l'amas de la Vierge, est relativement rapprochée du Groupe local et on obtient souvent une distance de Hubble très différente en raison de leur mouvement propre dans le groupe où l'amas où elles sont situées. Notons que c'est avec la valeur moyenne des mesures indépendantes, lorsqu'elles existent, que la base de données NASA/IPAC calcule le diamètre d'une galaxie.

### Morphologie
NGC 4526 a été utilisée par Gérard de Vaucouleurs comme une galaxie de type morphologique SAB0° sp dans son atlas des galaxies,.

### Luminosité dans l'infrarouge
La luminosité de la galaxie NGC 4526 dans l'infrarouge lointain (de 40 à 400 µm)  est égale à 4,47 × 109 {\displaystyle L_{\odot }} (109,65{\displaystyle L_{\odot }}) et sa luminosité totale dans l'infrarouge (de 8 à 1 000 µm) est de 5,13 × 109 {\displaystyle L_{\odot }} (109,71{\displaystyle L_{\odot }}).

### Un disque entourant le noyau
Grâce aux observations du télescope spatial Hubble, on a détecté un disque de formation d'étoiles autour du noyau de NGC 4526. La taille de son demi-grand axe est égale à 760 pc (~2 500 années-lumière).

## Matière noire
La vitesse des amas globulaires dans le halo de la galaxie indique une faible fraction de son contenu en matière noire, seulement (57 ± 12) % de sa masse à l'intérieur de cinq rayons effectifs.

## Trou noir supermassif
Selon une étude publiée en 2009 et basée sur la vitesse interne de la galaxie mesurée par le télescope spatial Hubble, la masse du trou noir supermassif au centre de NGC 4526 serait comprise entre 61 et 320 millions de {\displaystyle M_{\odot }}.
La masse de ce trou noir a aussi été estimée par étude basée sur la vitesse des gaz moléculaires. La valeur obtenue est de 4,5+4,2
 −3,0 × 108 {\displaystyle M_{\odot }} (de 150 à 870 millions de masses solaires).

## Amas globulaires
Selon une étude publiée en 2008 et basée sur les observations réalisées avec le télescope spatial Hubble, le nombre d'amas globulaires dans NGC 4526 (VCC 1535 (Virgo Cluster Catalog) dans l'article) est estimé à 388 ± 117.

## Supernova

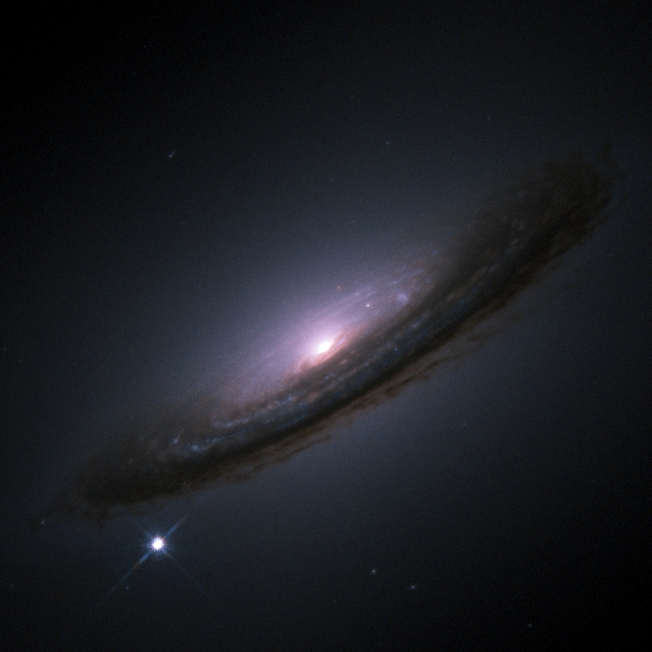
La supernova SN 1994D photographiée par le télescope spatial Hubble. C'est le point brillant en bas à gauche.

Deux supernovas ont été découvertes dans NGC 3054 : SN 1969E et SN 1994D.

### SN 1969E
Cette supernova a été découverte le 12 avril 1969 par l'astronome mexicain Enrique Chavira Navarrete. Le type de cette supernova n'a pas été déterminé.

### SN 1994D
Cette supernova a été découverte le 7 mars 1994 par R. R. Treffers, A. V. Filippenko, et S. D. Van Dyk de l'université de Californie à Berkeley ainsi que par M. W. Richmond de l'université de Princeton. Cette supernova était de type Ia.

## Groupe de NGC 4442, de M60 et l'amas de la Vierge
NGC 4526 est membre du groupe de NGC 4442 qui comprend au moins 13 galaxies. Les autres galaxies du groupe sont NGC 4424, NGC 4442, NGC 4445, NGC 4469, NGC 4491, NGC 4486A (PGC 41377), IC 3381, IC 3414, IC 3521, UGC 7596, UGC 7636 et VCC 1357.
D'autre part, sept galaxies du groupe de NGC 4442 (NGC 4424, NGC 4442, NGC 4445, NGC 4469, NGC 4526, IC 3414 et IC 3521) apparaissent aussi dans une liste de 227 galaxies d'un article publié par Abraham Mahtessian en 1998. On y retrouve aussi la galaxie NGC 4486B, mais comme Mahtessian n'indique pas la correspondance avec le catalogue PGC et que cette notation est parfois inversée par certains auteurs, il se pourrait que ce soit la même galaxie. La liste de Mahtessian comporte plus de 200 galaxies du New General Catalogue et une quinzaine de galaxies de l'Index Catalogue. On retrouve dans cette liste 11 galaxies du Catalogue de Messier, soit M49, M58, M60, M61, M84, M85, M87, M88, M91, M99 et M100.
Toutes les galaxies de la liste de Mahtessian ne constituent pas réellement un groupe de galaxies. Ce sont plutôt plusieurs groupes de galaxies qui font tous partie d'un amas galactique, l'amas de la Vierge. Pour éviter la confusion avec l'amas de la Vierge, on peut donner le nom de groupe de M60 à cet ensemble de galaxies, car c'est l'une des plus brillantes de la liste. L'amas de la Vierge est en effet beaucoup plus vaste et compterait environ 1300 galaxies, et possiblement plus de 2000, situées au cœur du superamas de la Vierge, dont fait partie le Groupe local,.
De nombreuses galaxies de la liste de Mahtessian se retrouvent dans onze groupes décrits dans l'article d'A.M. Garcia, soit le groupe de NGC 4123 (7 galaxies), le groupe de NGC 4261 (13 galaxies), le groupe de NGC 4235 (29 galaxies), le groupe de M88 (13 galaxies, M88 = NGC 4501), le groupe de NGC 4461 (9 galaxies), le groupe de M61 (32 galaxies, M61 = NGC 4303), le groupe de NGC 4442 (13 galaxies), le groupe de M87 (96 galaxies, M87 = NGC 4486), le groupe de M49 (127 galaxies, M49 = NGC 4472), le groupe de NGC 4535 (14 galaxies) et le groupe de NGC 4753 (15 galaxies). Ces onze groupes font partie de l'amas de la Vierge et ils renferment 396 galaxies. Certaines galaxies de la liste de Mahtessian ne figurent cependant dans aucun des groupes de Garcia et vice versa.